# Minnesengři (hudební skupina)
Folková hudební skupina Minnesengři vznikla v roce 1968 v Českých Budějovicích. Již na konci 60. let 20. století se zařadila mezi nejvýraznější folková uskupení té doby. Zejména pak její hudební adaptace jihočeských lidových písní z počátku 70. let, které tehdy nahrávalo především jihočeské rozhlasové studio v Českých Budějovicích, patří dodnes právem k legendám českého folku.[zdroj⁠?!] Skupina se počátku zaměřovala na stylizovaný folklór, později se začala prosazovat i s přejatým repertoárem od významných zahraničních autorů. Zcela nezanedbatelná nebyla ani její vlastní tvorba, zejména tvorba Pavla Lohonky zvaného Žalman. Kapela zanikla v roce 1989, kdy se muzikanti rozešli. Skupina prošla za dobu své existence několika výraznými etapami, kdy od stylizovaného folklóru na počátku přes období klasického folku dospěla až k žánru folk-rocku. Některé její písně lze považovat i za představitelky tzv. moderní trampské písně.

## Původní složení kapely
- Pavel Pokorný – Anděl
- Ivan Zicha
- Eva Zichová
- Jan Borkovec
- Pavel Lohonka – Žalman

## Nejznámější sestava
- Pavel Pokorný – Anděl
- Ivan Zicha
- Ivan Pokorný
- Lída Pouzarová
- Jan Borkovec
- Pavel Lohonka – Žalman

## Sestava z počátku 80. let
- Pavel Pokorný – Anděl
- Pavel Lohonka – Žalman
- Jana Vejvarová

## Sestava z konce 80. let
- Pavel Pokorný – Anděl
- Jiří Smrž
- Vojtěch Zícha
- Monika Klimentová (nahradila ji Pavlína Braunová)
- Pavlína Braunová (zmizela beze stop – její zmizení není dodnes vysvětleno)
- Lenka Halamová

## Výběr z tvorby

### Diskografie

#### Vlastní alba
- LP Nezacházej slunce  – Panton 1976
- LP Bělovláska – Panton 1980
- LP Už sluničko z hory vyšlo – Panton 1989
- CD Když Bůh jihočechy stvořil – Venkow 1992
- CD Čert aby vzal muzikanty – Venkow 1995
- CD Nech spaní a běž, výběr z let 1969–1978 – Venkow 1996
- CD Na jih od pop-music – Venkow 1997
- CD Minnesengři – master serie
- CD Minnesengři a Pavlína Braunová: Bílé místo, 2013

#### Spoluúčasti
- LP Porta 69 – Panton 1969
- EP Porta 70-live – Panton 1970
- EP Písně Minnesengrů a Hoboes – Panton 1973 (píseň: Ho, ho, Watanay)
- EP Minnesengři – Panton 1976
- SP Dostavník – Supraphon 1981,1982
- SP Mladý pán v klobouku/Otevři deštník nad mým srdcem – Supraphon 1988

### Trampský hit
- píseň – indiánská ukolébavka Ho, Ho, Watanay nebo také Oh, Oh, Watanay